# Pleistophylla singularis
Pleistophylla singularis är en skalbaggsart som beskrevs av Louis Albert Péringuey 1904. Pleistophylla singularis ingår i släktet Pleistophylla och familjen Melolonthidae. Inga underarter finns listade i Catalogue of Life.